# Kanton Manzat
Der Kanton Manzat war bis 2015 ein französischer Kanton im Arrondissement Riom, im Département Puy-de-Dôme und in der Region Auvergne-Rhône-Alpes; sein Hauptort war Manzat. Vertreter im Generalrat des Départements war ab 2004 Alain Escure.
Der Kanton Manzat war 241,15 km² groß und hatte im Jahr 1999 9514 Einwohner. Er lag im Mittel 658 Meter über Normalnull, zwischen 365 Meter in Châteauneuf-les-Bains und 979 Meter in Manzat.

## Gemeinden
Der Kanton bestand aus zehn Gemeinden:
| Gemeinde                   | Einwohner Jahr | Fläche km² | Bevölkerungsdichte | Code INSEE | Postleitzahl |
| -------------------------- | -------------- | ---------- | ------------------ | ---------- | ------------ |
| Les Ancizes-Comps          | 1.658 (2013)   | –          | – Einw./km²        | 63004      | 63770        |
| Charbonnières-les-Varennes | 1.627 (2013)   | –          | – Einw./km²        | 63092      | 63410        |
| Charbonnières-les-Vieilles | 1.029 (2013)   | –          | – Einw./km²        | 63093      | 63410        |
| Châteauneuf-les-Bains      | 290 (2013)     | –          | – Einw./km²        | 63100      | 63390        |
| Loubeyrat                  | 1.209 (2013)   | –          | – Einw./km²        | 63198      | 63410        |
| Manzat                     | 1.346 (2013)   | –          | – Einw./km²        | 63206      | 63410        |
| Queuille                   | 263 (2013)     | –          | – Einw./km²        | 63294      | 63780        |
| Saint-Angel                | 402 (2013)     | –          | – Einw./km²        | 63318      | 63410        |
| Saint-Georges-de-Mons      | 2.035 (2013)   | –          | – Einw./km²        | 63349      | 63780        |
| Vitrac                     | 337 (2013)     | –          | – Einw./km²        | 63464      | 63410        |

## Sehenswürdigkeiten

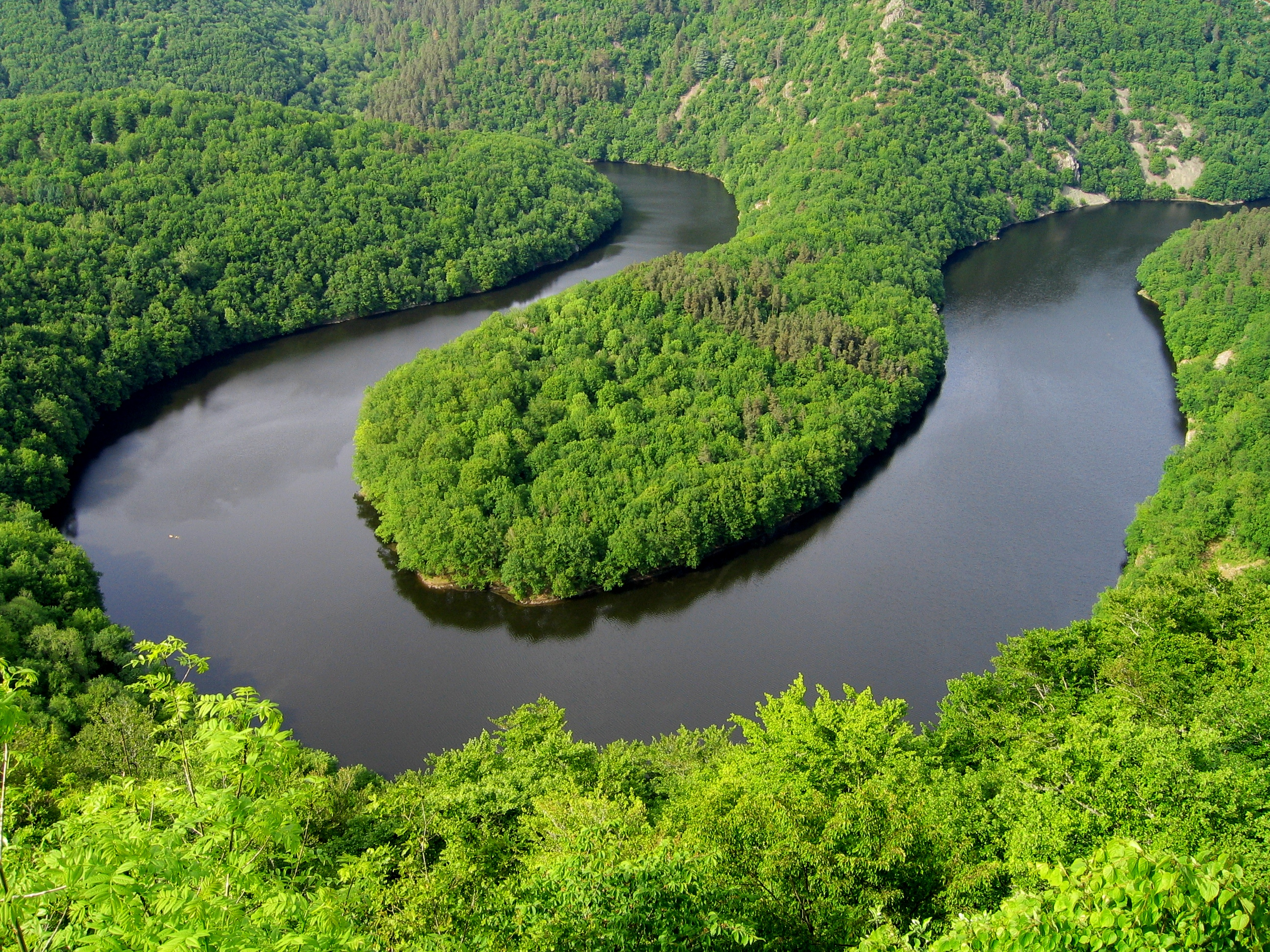
Sioule-Schleife bei Queuille
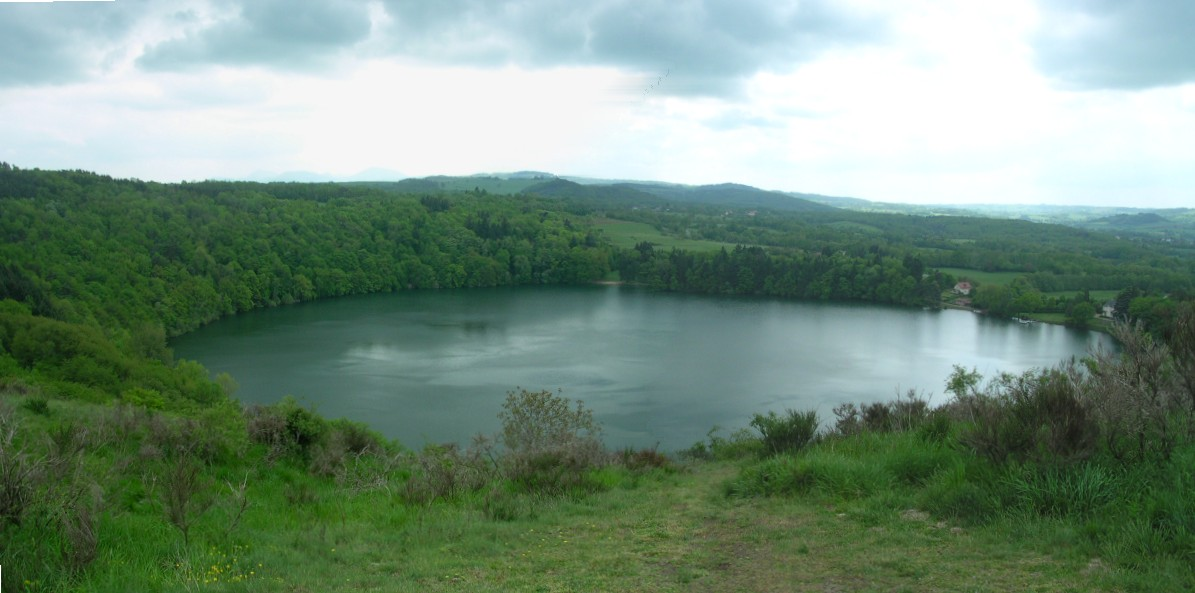
Gour de Tazenat
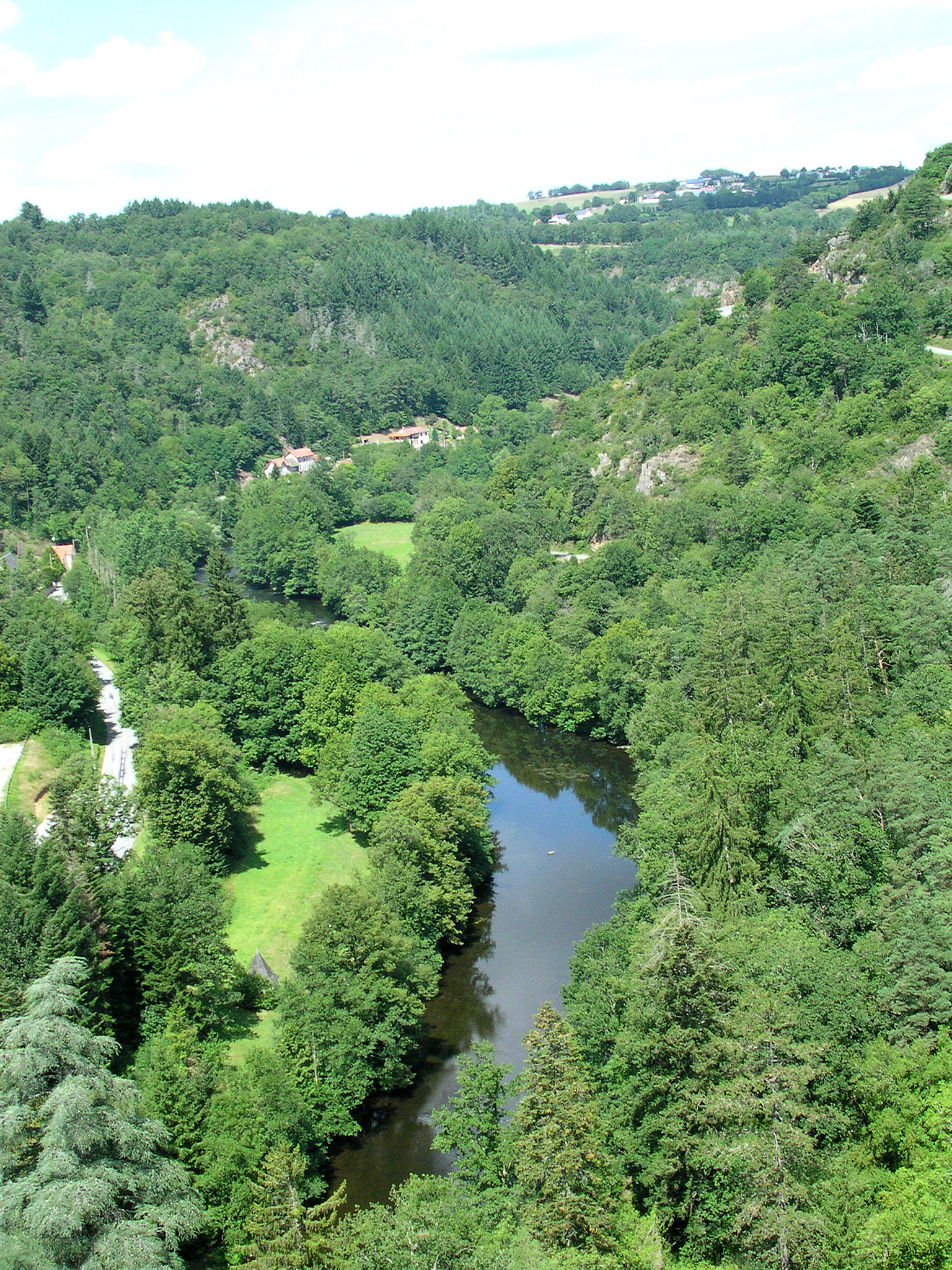
Tal der Sioule
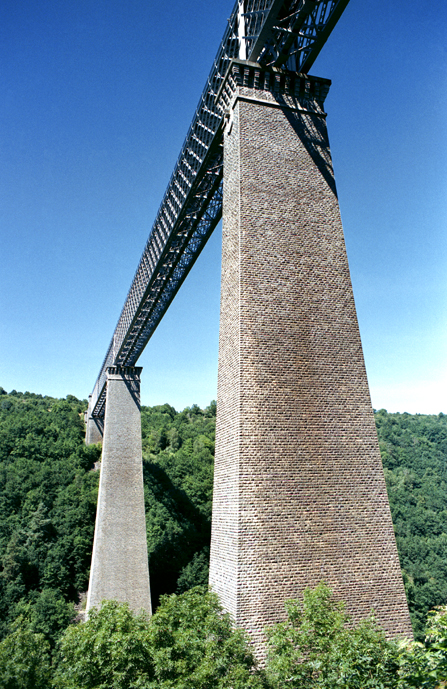
Viaduc des Fades